# Ludność Puław

## LudnośćPuław
- 1939 – 14 600
- 1946 – 9 128 (spis powszechny)
- 1950 – 10 321 (spis powszechny)
- 1955 – 11 692
- 1960 – 13 514 (spis powszechny)
- 1961 – 14 100
- 1962 – 14 800
- 1963 – 15 800
- 1964 – 16 900
- 1965 – 17 960
- 1966 – 22 100
- 1967 – 29 200
- 1968 – 31 800
- 1969 – 34 400
- 1970 – 35 115 (spis powszechny)
- 1971 – 36 400
- 1972 – 38 000
- 1973 – 39 800
- 1974 – 40 810
- 1975 – 41 621
- 1976 – 42 700
- 1977 – 43 800
- 1978 – 43 100 (spis powszechny)
- 1979 – 44 800
- 1980 – 46 046
- 1981 – 46 313
- 1982 – 47 202
- 1983 – 48 038
- 1984 – 49 277
- 1985 – 49 768
- 1986 – 50 502
- 1987 – 51 172
- 1988 – 51 748 (spis powszechny)
- 1989 – 52 207
- 1990 – 52 702
- 1991 – 53 164
- 1992 – 54 286
- 1993 – 54 654
- 1994 – 54 189
- 1995 – 54 255
- 1996 – 54 251
- 1997 – 54 166
- 1998 – 54 125
- 1999 – 54 110
- 2000 – 53 966
- 2001 – 53 853
- 2002 – 50 343 (spis powszechny)
- 2003 – 50 183
- 2004 – 50 179
- 2005 – 49 976
- 2006 – 49 755
- 2007 – 49 386
- 2008 – 49 092
- 2009 – 48 898
- 2010 – 48 578

### Powierzchnia Puław
- 1995 – 50,61 km²
- 2006 – 50,49 km²